# Samsung Galaxy Z Fold 4
Samsung Galaxy Z Fold 4 – składany smartfon, który jest częścią serii Samsung Galaxy. Został zaprezentowany przez Samsung Electronics i ogłoszony 25 sierpnia 2022 roku. Jest następcą Samsunga Galaxy Z Fold 3.

## Specyfikacje

### Pamięć RAM
Urządzenie ma 12 GB pamięci RAM.

### Aparaty fotograficzne
Smartfon posiada jeden 50-megapikselowy oraz dwa 12-megapikselowe obiektywy tylne oraz jeden 4-megapikselowy przedni.